# 電波標定機
電波標定機（でんぱひょうていき）は、大日本帝国陸軍における火器管制レーダー（射撃管制用の追尾レーダー）の呼称。

## 概要
日本陸軍では、捜索用の電波警戒機の開発を重視していたことから、火器管制レーダーの本格的な開発はやや遅れ、1942年のフィリピン攻略戦で鹵獲した米軍のSCR-268レーダーや、同じくシンガポール攻略戦で鹵獲した英軍のGL Mk.IIレーダー(英)をデッドコピーする形で、「タチ1号」・「タチ2号」・「タチ3号」・「タチ4号」の各電波標定機の開発を行っている（同年5月開発開始、7月試作開始）。なお、後者のGL Mk.IIレーダーの鹵獲の際に八木・宇田アンテナの項目で悪名高い「ニューマンノートの逸話」が生まれている。英米の対空射撃管制レーダーは八木・宇田アンテナを使用していたが、元々陸軍は対空警戒レーダーの開発に注力していたため、八木・宇田アンテナに対する技術的知見が殆ど無かった。八木・宇田アンテナは強力な指向性を持つ半面、反射器の設計が未熟な場合アンテナの後方にも強力な電波が発射されてしまう問題があり、当時の陸軍には反射器の技術を研鑽している時間的余裕が無かった為、電波標定機の八木・宇田アンテナにはやむなく後方に金網を設置して反射器の代用としたが、オリジナル品に比較してアンテナの性能が不足した結果、送信機出力、探知性能共に大きく見劣りするものとならざるを得ず、150台が製造された「タチ3号」以外は少数の生産に留まった。電波標定機も電波警戒機同様にAスコープ表示のみで、これはオリジナル品も同様である。ちなみに、SC-268レーダーは米軍内では開戦当時すでに旧式品と見なされており、程なく英国からのマグネトロン技術の供与により開発されたSCR-584レーダー(SC-584)に更新されていった。なお、機上用電波標定機である「タキ2号」（1943年10月試作第1号機納入）は実用化には至らなかった。
こうしたコピー品の他に、従来から存在する超短波警戒機乙の技術の応用により、タチ6号をベースに高度測定専用機とした「タチ35号」（出力50kW、測定可能距離100km、重量4トン）の開発も行われたが、終戦までに3台の製造に留まった。

### ウルツブルグの導入
1942年8月、陸軍は佐竹中佐を通しパラボラアンテナを用いたドイツの新型射撃管制レーダー（電波標定機）である「ウルツブルグ」の入手を計画。遣独潜水艦作戦で「伊号第三〇潜水艦」による輸入を試みたが「伊三〇」はシンガポールで触雷し沈没。そのため1943年6月16日にイタリア海軍の潜水艦「ルイージ・トレッリ」がテレフンケン社技術者ハインリヒ・フォーダスと佐竹中佐を乗せ、また同時に僚艦「バルバリーゴ」は「ウルツブルク」設計図面を乗せフランスのボルドーを出航した。「バルバリーゴ」は24日にイギリス軍の攻撃を受け沈没したものの、「ルイジ・トレッリ」は8月30日にシンガポールに到着、フォーダスと佐竹中佐は空路日本に向かい多摩陸軍技術研究所、日本無線にて技術指導を行った。
これによって開発された「ウルツブルク」のデッドコピー品「タチ24号」の初期製造型は一部が東京都久我山に送られ、五式十五糎高射砲ともに配備されていた。このほか「タチ24号」に先立ち、「ウルツブルグ」を参考にした国産品として「佐竹式ウルツブルグ」とも呼称される「タチ31号」（1944年4月完成）も開発されている。
しかし、ドイツからのレーダー技術もメートル波レーダーの範疇に留まり、英米のマイクロ波レーダーとPPI表示方式の実用化には至らなかった。